# Медов
Медов (њем. Medow) општина је у њемачкој савезној држави Мекленбург-Западна Померанија. Једно је од 89 општинских средишта округа Остфорпомерн. Према процјени из 2010. у општини је живјело 604 становника. Посједује регионалну шифру (AGS) 13059060.

## Географски и демографски подаци
Медов се налази у савезној држави Мекленбург-Западна Померанија у округу Остфорпомерн. Општина се налази на надморској висини од 8 метара. Површина општине износи 28,9 km². У самом мјесту је, према процјени из 2010. године, живјело 604 становника. Просјечна густина становништва износи 21 становника/km².